# Siopastea bakeri
Siopastea bakeri là một loài bướm đêm thuộc phân họ Arctiinae, họ Erebidae.